# Helge Jacobsen
Helge Heinrich Jacobsen (2 de janeiro de 1915 — 2 de agosto de 1974) foi um ciclista dinamarquês que competia em provas do ciclismo de pista.
Jacobsen defendeu as cores do seu país nos Jogos Olímpicos de Verão de 1936. Ele fez parte da equipe de ciclismo dinamarquesa que terminou em oitavo na perseguição por equipes.